# Haren (stjärnbild)
För andra betydelser se  Haren.
Haren (Lepus på latin) är en stjärnbild på södra stjärnhimlen direkt söder om Orion. Stjärnbilden är en av de 88 moderna stjärnbilderna som erkänns av den Internationella Astronomiska Unionen.

## Historik
Fastän Haren inte representeras i den grekiska mytologin var den en av de 48 konstellationerna som listades av astronomen Klaudios Ptolemaios i hans samlingsverk Almagest.

## Stjärnor

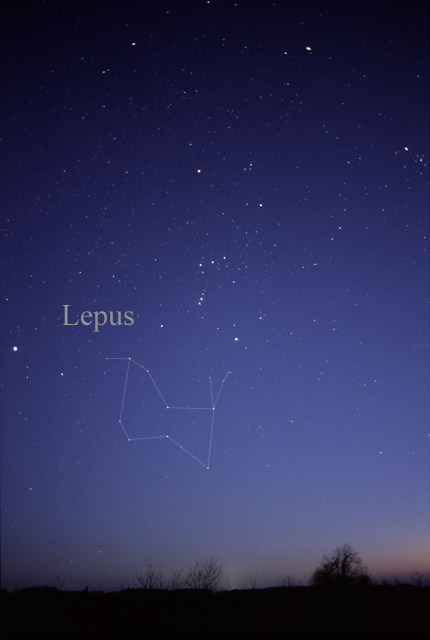
Stjärnbilden Haren (Lepus) som den kan ses med blotta ögat.

Haren är en lätt stjärnbild att hitta på grund av sitt utseende, men den går bara att se en kort tid varje år i Sverige och då från södra Sveriges horisont. Här är uppgifter om de ljusstarkaste stjärnorna i stjärnbilden.
- α - Alfa Leporis (Arneb) är en gulvit superjätte med spektrum F0 och magnitud 2,69. Avståndet till den är 410 ljusår.
- β - Beta Leporis (Nihal) är en gul jätte med spektrum G2 och magnitud 2,96. Avståndet till den är 180 ljusår.
- γ - Gamma Leporis är en dvärgstjärna som också är dubbelstjärna med spektrum F6 och magnitud 3,8 och 6,4. Den kombinerade ljusstyrkan är 3,59. Avståndet till den är 29,3 ljusår.
- ε - Epsilon Leporis är en jätte med spektrum K5 och magnitud 3,19. Avståndet till den är 220 ljusår.
- μ - My Leporis är en blåvit stjärna med spektrum B9 och magnitud 3,26.
- ζ - Zeta Leporis är en vit stjärna i huvudserien med spektrum A2 och magnitud 3,52. 2001 upptäcktes ett asteroidbälte runt stjärnan. Det var det första asteroidbälte som upptäcktes vid en annan stjärna.
- η - Eta Leporis är en gulvit dvärgstjärna med spektrum F2 och magnitude 3,72.
- δ - Delta Leporis är en orange stjärna med spektrum K1 och magnitud 3,81.
- R Leporis är en välkänd variabel är Mira-typ, det vill säga en långperiodisk variabel. Dess magnitud varierar mellan 5,5 och 11,7 med en period av 14,5 månad. På grund av sin vackra färg kallas stjärnan ibland Hinds karmosinstjärna efter sin upptäckare, den brittiske astronomen John Russell Hind, som vid upptäckten beskrev den "like a drop of blood on a black field".

## Djuprymdsobjekt
Harens stjärnbild innehåller flera intressanta objekt för amatörastronomen.

### Stjärnhopar
- Messier 79 (NGC 1904) är en klotformig stjärnhop av magnitud 8,16. Den tros ha bildats utanför Vintergatan.
- NGC 2017 är en öppen stjärnhop.

### Galaxer
- NGC 1744 är en spiralgalax.
- NGC 1821 är en oregelbunden galax som upptäcktes 1886. Ett supernovautbrott observerades i galaxen 2002, SN 2002bj.
- NGC 2139 är en stavgalax av magnitud 11,71.

### Nebulosor
- IC 418 är en planetarisk nebulosa av magnitud 13,0.